# Meciîșciv, Berejanî
Meciîșciv (în ucraineană Мечищів) este localitatea de reședință a comunei Meciîșciv din raionul Berejanî, regiunea Ternopil, Ucraina.

## Demografie
Componența lingvistică a localității Meciîșciv
     Ucraineană (99,49%)
     Alte limbi (0,51%)
Conform recensământului din 2001, majoritatea populației localității Meciîșciv era vorbitoare de ucraineană (99,49%), existând în minoritate și vorbitori de alte limbi.